# Secretaria de Desenvolvimento Econômico do Estado do Rio Grande do Sul
| Estado Legal                            | Brasil                    |
| Sede                                    | Porto Alegre, RS          |
| Secretário de Desenvolvimento Econômico | Ernani Polo               |
| Site oficial                            | desenvolvimento.rs.gov.br |

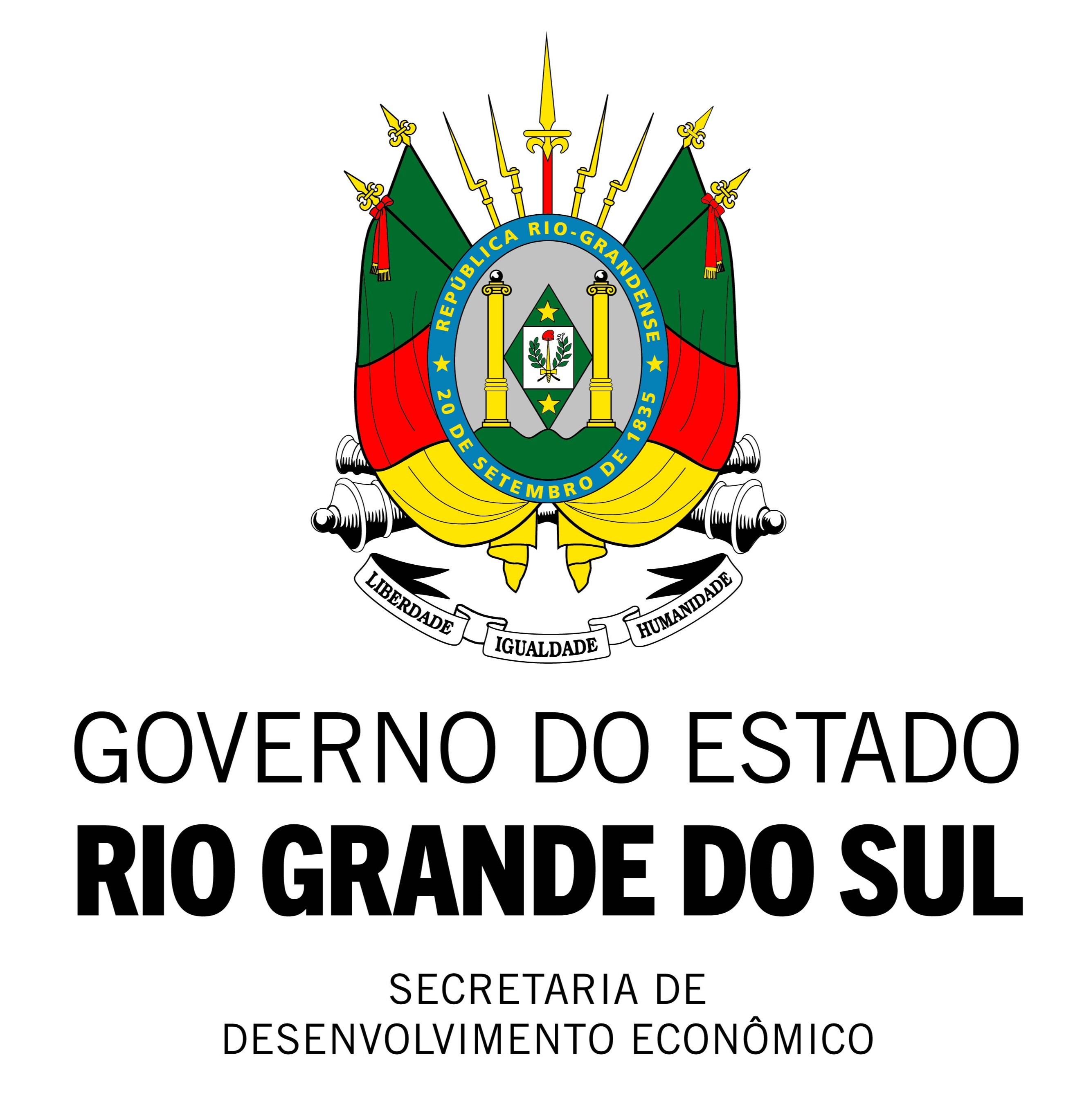

A Secretaria de Desenvolvimento Econômico do Estado do Rio Grande do Sul (SEDEC) é o organismo do governo estadual do Rio Grande do Sul responsável por promover a política do governo do Estado voltada à promoção de Políticas de Desenvolvimento Produtivo e Regional. Atua em conjunto com seus órgãos vinculados (BADESUL, BRDE e JucisRS) e com as demais secretarias de Estado.  

## Ex-secretários
| Ex-secretários                | Ex-secretários        | Ex-secretários |
| ----------------------------- | --------------------- | -------------- |
| Nome                          | Ano                   | Secretaria     |
| Luciano Machado               | 1967-1971             | SIC            |
| Roberto Pires Pacheco         | 1971-1973             | SIC            |
| Édson Baptista Chaves         | 1973-1975             | SIC            |
| Cláudio Strassburger          | 1975-1979             | SIC            |
| Abel Dourado                  | 1978                  | SIC            |
| Antônio Carlos Berta          | 1979-1981             | SIC            |
| João Jardim                   | 1981-1983             | SIC            |
| Luis Adams                    | 1983-1986             | SIC            |
| Valter Bianchini              | 1986-1987             | SIC            |
| Gilberto Mosmann              | 1987-1990 e 1996-1997 | SIC            |
| Gerhard Theisen               | 1990-1993             | SIC            |
| Cláudio Ryff Moreira          | 1991-1993             | SEDES          |
| Olímpio Albrecht              | 1993-1994             | SEDES          |
| Adolfo Fetter Júnior          | 1995-1996             | SEDES          |
| Nelson Proença Fernandes      | 1997-1998 e 2007      | SEDAI          |
| Edemar Tutikian               | 1998                  | SEDAI          |
| José Vianna Moraes            | 1999-2002             | SEDAI          |
| Luis Roberto Ponte            | 2003-2005             | SEDAI          |
| Luis Fernando Záchia          | 2008                  | SEDAI          |
| Marcelo Della Valle Biolchi   | 2008-2010 e 2017-2018 | SEDAI e SEDECT |
| Josué de Souza Barbosa        | 2010                  | SEDAI          |
| Mauro Knijnik                 | 2011-2014             | SDPI           |
| Maurício Alexandre Dziedricki | 2012-2014             | SESAMPE        |
| Fabio de Oliveira Branco      | 2015-2017             | SEDECT         |
| Evandro Fontana               | 2018                  | SEDECT         |
| Susana Kakuta                 | 2018                  | SEDECT         |
| Dirceu Franciscon             | 2019                  | SEDETUR        |
| Ruy Irigaray                  | 2019-2020             | SEDETUR        |
| Rodrigo Lorenzoni             | 2020-2021             | SEDETUR        |
| Edson Brum                    | 2021-2022             | SEDEC          |
| Joel Maraschin                | 2022                  | SEDEC          |
| Ernani Polo                   | 2023                  | SEDEC          |